# Static-X
Static-X är ett amerikanskt industrial metal-band från Los Angeles i Kalifornien, bildat 1994.

## Historik

### Början och debuten (1994–2000)
Static-X var sprunget ur Wayne Statics och Ken Jays tidigare band Deep Blue Dream. Wayne och Ken började att söka nya medlemmar till bandet i Chicago men utan lycka, då begav de sig till Los Angeles för att fortsätta sökandet. Där träffade de basisten Tony Campos och gitarristen Koichi Fukuda.
Bandet fick skivkontrakt med Warner Bros. Records tidigt 1998. De gav ut sitt debutalbum Wisconsin Death Trip den 23 mars 1999. De gav ut singlarna Push It (1999), I'm With Stupid (2000) och Bleed For Days (2000). Bandet turnerade för att göra reklam för sitt album och deltog två gånger på Ozzfest. 2000 gav de ut EP:n The Death Trip Continues. Samma år bidrog de med låtar till flera Playstation-spel: Otsegolation till Omega Boost och Push It till Street Skater 2 och Duke Nukem: Land of the Babes.
2001 sålde Wisconsin Death Trip platina och är därmed bandets bäst sålda album.

### Machine/Shadow Zone (2001–2003)
Efter att ha spelat in uppföljaren Machine lämnade Koichi Fukuda bandet för att tillbringa mer tid med sin familj och utöva andra musikaliska möjligheter. Hans ersättare blev Tripp Eisen från bandet Dope. Machine gavs ut den 22 maj 2001 och det blev en stor succé. Kort efter började gruppen planeringen för sitt tredje album Shadow Zone. Eisen var med och skrev, samt framträdde på albumet.
Innan bandet kunde börja spela in albumet lämnade dock Ken Jay bandet på grund av politiska och musikaliska meningsskiljaktigheter. Under tiden lånades trummisen Josh Freese från A Perfect Circle och The Vandals. Senare hittade man Nick Oshiro från Seether, som blev permanent trummis.
Under produktionen av albumet bad Jonahan Davis Korn Wayne Static att sjunga låten Not Meant For Me från soundtracket till Queen of the Damned. Shadow Zone gavs ut den 7 oktober 2003. Låten The Only finns med som soundtrack i spelet Need for Speed: Underground.

### Beneath, Between, Beyond/Start a War (2004–2006)
Den 20 juli 2004 kom albumet Beneath... Between... Beyond..., ett samlingsalbum med sällsynta spår och demoinspelningar. Strax efter det albumet började bandet på sitt fjärde studioalbum som fick namnet Start a War. I februari 2005 greps Tripp Eisen i en sexskandal som involverade minderåriga, och uteslöts ur bandet. Den förre gitarristen Koichi Fukuda, som hade funnits med i bakgrunden och mixat Start a War, återförenades med bandet.
Den 14 juni 2005 gavs Start a War ut. I'm the One och Dirthouse gavs ut singlar, och låten Skinnyman finns med på soundtracket till spelet Need for Speed: Most Wanted.

### Cannibal och därefter (2007–2014)
Albumet Cannibal gavs ut den 3 april 2007. Samtidigt återkom originalgitarristen Koichi Fukuda permanent. Albumet debuterade på 36:e plats på amerikanska Billboardlistan med över 30 000 sålda exemplar. Den 10 maj 2007 meddelade bandet att de skulle framträda på Ozzfest 2007. Wayne Static har även annonserat att han har ett sidoprojekt som heter Pighammer.
Wayne Static annonserade i juni 2013 att Static-X hade upplösts. 1 november 2014 avled Wayne Static, 48 år gammal.

### Återförening ochProject Regeneration(2018–idag)
I oktober 2018 meddelade originalbasisten Tony Campos att han hade planer på att återförena Static-X ihop med Koichi Fukuda och Ken Jay. Ett nytt album vid namn Project Regeneration skulle släppas året därpå och skulle bland annat innehålla material som Wayne Static spelat in innan hans död, materialet innehåller även gästsång från bland annat David Draiman, Ivan Moody, Dez Fafara, Burton C. Bell, Al Jourgensen och Edsel Dope. Bandet skulle även frontas av en anonym sångare med en Wayne Static-mask och år 2019 planeras även en världsturné i samband med Wisconsin Death Trip albumets 20-årsjubileum. Anonyma sångaren kallas än så länge för "Xer0"

## Medlemmar
Nuvarande medlemmar
- Tony Campos – basgitarr, körsång (1994–2012, 2018–)
- Koichi Fukuda – sologitarr, programmering (1994–2000, 2005–2012, 2018–)
- Kennet "Ken Jay" Lacey – trummor (1994–2002, 2018–)
- Xer0 – sång (2018–)

Tidigare medlemmar
- Wayne Static – sång, gitarr, programmering, keyboard (1994–2013; död 2014)
- Tripp Eisen – sologitarr (2000–2005) – sparkad efter en sexskandal med minderåriga inblandad[1]
- Nick Oshiro – trummor (2003–2012)
- Ashes – gitarr (2012–2013)
- Sean Davidson – trummor (2012–2013)
- Andy Cole – basgitarr (2012–2013)

Studiomusiker
- Josh Freese – trummor på Shadow Zone (2003)

## Diskografi
Studioalbum
- 1999 – Wisconsin Death Trip
- 2001 – Machine
- 2003 – Shadow Zone
- 2005 – Start a War
- 2007 – Cannibal
- 2009 – Cult of Static
- 2020 – Project Regeneration Vol.1

Livealbum
- 2008 – Cannibal Killers Live

EP
- 2000 – The Death Trip Continues
- 2007 – Cannibal EP

Singlar
- 2000 – "I'm With Stupid (He's a Loser)"
- 2000 – "Push It"
- 2000 – "Love Dump"
- 2001 – "This Is Not" / "...In A Bag"
- 2001 – "Black and White"
- 2002 – "Cold"
- 2003 – "Otsegoelectric" / "The Only"
- 2003 – "The Only"
- 2004 – "So"
- 2005 – "Dirthouse"
- 2005 – "I'm the One"
- 2007 – "Cannibal"
- 2007 – "Destroyer"
- 2009 – "Stingwray"

Samlingsalbum
- 2004 – Beneath... Between... Beyond
- 2012 – Original Album Series